# 축지초등학교
축지초등학교는 대한민국 경상남도 하동군 악양면 축지리 749에 있었던 공립 초등학교이다.

## 연혁
- 1950년 2월 10일 축지국민학교 개교(6학급)
- 1983년 3월 1일 병설유치원 개원
- 1996년 3월 1일 축지초등학교로 교명 변경
- 1999년 2월 19일 제48회 졸업식(총 3,219명)
- 1999년 9월 1일 악양초등학교로 통폐합